# Monede euro românești
     Țări UE cu Euro
     Țări UE cu ERM II
     Țări UE fără ERM II
     Țări cu Euro

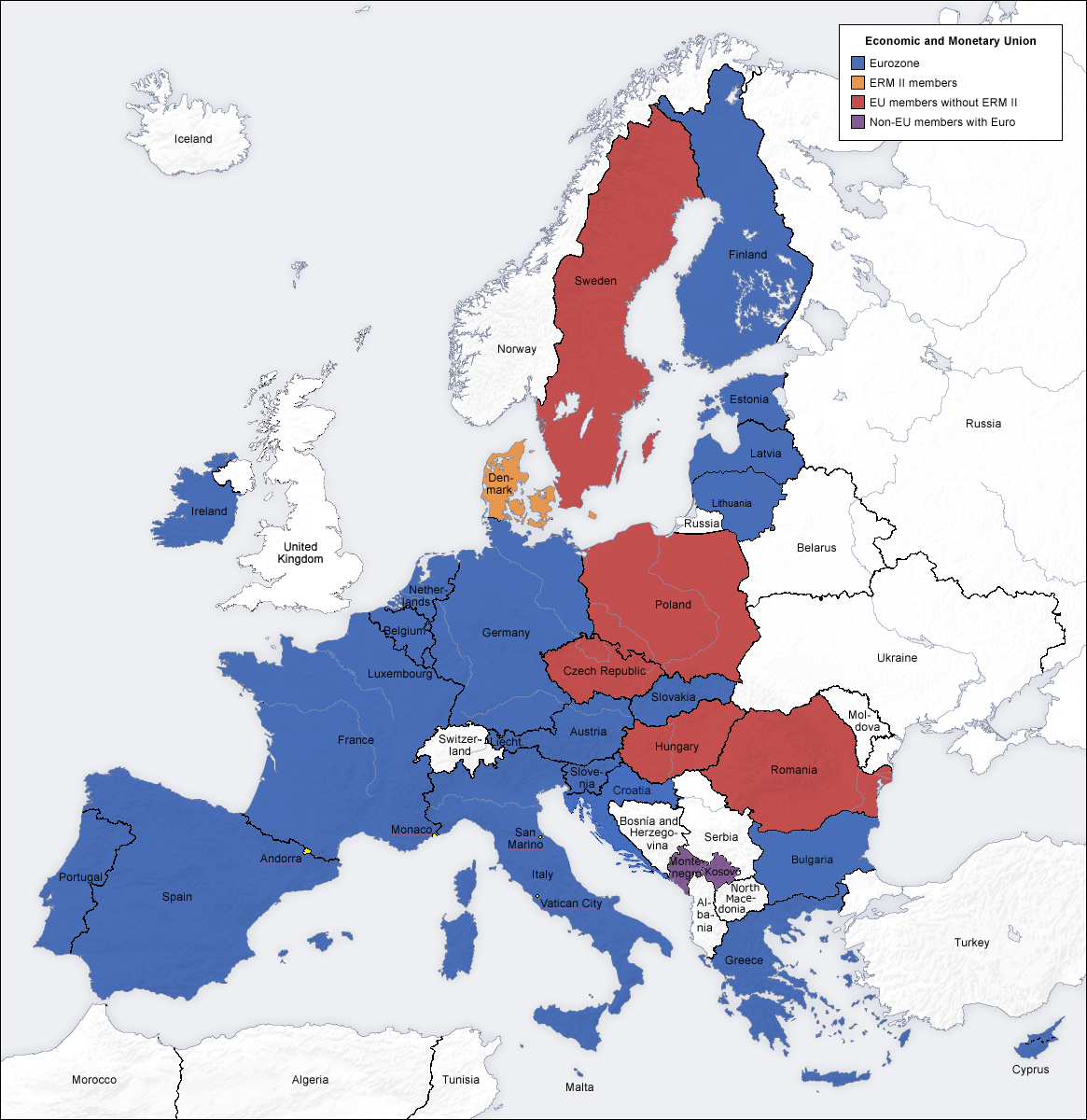
Harta țărilor europene legate de Euro, la 1 ianuarie 2011
Țări UE cu Euro
Țări UE cu ERM II
Țări UE fără ERM II
Țări cu Euro

Monedele euro românești vor înlocui leul o dată ce România va intra în zona euro, cel mai devreme în 2029.

## Istorie
Încă înainte de aderarea la Uniunea Europeană (2007), România optase adoptarea monedei euro în viitor. În 2005, când a avut loc trecerea de la leul ușor (cod ISO 4217:ROL) la leul greu (cod ISO 4217:RON), Banca Națională a României a profitat de conjunctura favorabilă și a decis să modifice dimensiunile noilor bancnote, adoptând dimensiunile bancnotelor euro, cu scopul de a ușura trecerea pentru distributoarele bancare de bancnote.
România nu face parte din Zona euro, iar leul românesc nu participă la Mecanismul ratelor de schimb european (ERM II). În momentul aderării României la Uniunea Europeană, la 1 ianuarie 2007, fusese prevăzut că România să participe la ERM II începând din 2010-2012. Președintele Băncii Centrale Europene, Jean-Claude Trichet, a mărturisit, totuși, faptul că „România are mult de lucrat timp de câțiva ani”.

## „Moneda de probă” din 1996
În 1996, o firmă privată din România a confecționat o monedă de probă - de fapt, un jeton -, destinată colecționarilor , având valoarea nominală exprimată în lei. Pe avers, este gravată harta Europei, având cele douăsprezece steluțe în câmpul din dreapta sus. În stânga este gravată valoarea nominală, 3000 LEI, iar în dreapta valoarea de UN EURO; denumirea țării emitente, ROMANIA, este gravată în partea de jos a hărții Europei; câte o ramură de măslin încadrează, în stânga și în dreapta, milesimul 1996, aflat în exergă. Pe centrul reversului monedei este gravat portretul domnitorului Vlad Țepeș, iar circular, în stânga textul VLAD ȚEPEȘ și în dreapta DOMN AL ȚĂRII ROMÂNEȘTI. Valoarea acestei monede rare vine din faptul ca la ea a lucrat celebrul Vasile Gabor, un gravor român de monede foarte apreciat. El a proiectat seria din 1990 a leului românesc și a început ulterior să proiecteze monede comemorative românești. Pe toate aceste monede se află inițialele lui Gabor, V.G.

## „Moneda de probă” din 2008
O altă așa-zisă „monedă de probă”, de data aceasta cu valoarea nominală de 2 (euro?), a fost confecționată în 2008, destinată colecționarilor fără experiență. Piesa este bimetalică. Pe avers, în centru sunt gravate cifra 2, reprezentând valoarea nominală, neexprimată în vreo monedă, și silueta Turnului cu Ceas din Sighișoara. Circular, pe inelul metalic argintiu, alături de inscripții în mai multe limbi europene: ESSAI, PROBE, TRIAL, PROBA, sunt gravate două grupuri de câte șase steluțe. Pe revers, în centru, sunt gravate efigia domnitorului Ștefan cel Mare, cap încoronat, spre față-stânga și inscripția ȘTEFAN CEL MARE; circular sunt gravate, pe inelul argintiu al piesei, sus, milesimul, 2008, lateral, stânga și dreapta, două grupuri de câte șase steluțe, iar jos, denumirea țării emitente, ROMANIA. 
Nici această pseudomonedă nu are și nu a avut putere de circulație.

### Diferențe față de o veritabilă monedă euro
- Această „probă” nu respectă mai multe din caracteristicile pe care trebuie să îndeplinească o monedă euro, între care aceea care impune fața comună de pe avers (conturul și relieful Europei).
- O altă caracteristică a acestei „probe” care contrastează cu o veritabilă monedă euro, este inexistența denumirii monedei unice europene, euro, pe aversul piesei.
- Pe fața națională (revers) a monedelor veritabile, pe inelul argintiu, circular sunt dispuse douăsprezece steluțe, la distanțe egale între ele. Pe „probă”, steluțele sunt dispuse grupat, câte șase.
- Aceste „probe” nu au putere de circulație nici în România și nici în statele Zonei euro.